# Гураге (зона)
Гура́ге — зона на севере Области Народностей Южной Эфиопии (Эфиопия). Зона названа по группе народов гураге, составляющих большинство населения зоны. Административным центром зоны является город Уольките. Высшая точка — гора Гураге (3719 м).
На севере, северо-западе и востоке зона граничит с регионом Оромия, на юго-западе — с особым районом Йем и зоной Хадия, на юго-востоке — с зоной Сыльти.
Население зоны составляет 1.279.646 чел. (перепись 2007).

## Административное деление
Зона делится на 13 районов (уорэд) и 2 города-уорэд.
| Русское название   | Амхарское название (латиницей)                   | Адм. центр               | Население | Прежний район          |
| ------------------ | ------------------------------------------------ | ------------------------ | --------- | ---------------------- |
| Абешге             | Abeshge / Abeshege                               | ? Уольките               | 61424     | Гору                   |
| Бута-Джира (город) | Butajira town                                    | -                        | 33406     | Мэскана-и-Марэко       |
| Чэха               | Čäha / Cheha                                     | Ындыбыр / Əndəbər        | 115951    | Чэха                   |
| Ындэгэнь           | Əndägäñ / Endegagn                               | Динкыла / Dinkəla        | 49171     | Ыннэмор-и-Ынэр         |
| Ыннэмор-и-Ынэр     | Ənnämorna-Ənär / Enemorina Eaner / Enemorna Ener | Гунчире                  | 167770    | Ыннэмор-и-Ынэр         |
| Ыжа                | Əža / Ezha                                       | Агэна / Agena            | 84905     | Ыжа-и-Уоллэне          |
| Гета               | Geta                                             | Кэбуль / K'äbul          | 69455     | Гумэр-Гета             |
| Гумэр              | Gumär / Gumer                                    | Арэккыт / Arek’it        | 80178     | Гумэр-Гета             |
| Кебена             | K’ebena / Kebena / Qebena                        | ? Уольките               | 52379     | Гору                   |
| Кокир-Гэдэбано     | Kokir Gädäbano / Kokir Gedebano                  | Мэхаль-Амба / Mähal Amba | 93408     | Кокир-Гэдэбано-Гутазер |
| Марэко             | Maräqo / Mareko                                  | Коше / Koshe             | 64512     | Мэскана-и-Марэко       |
| Мэскана            | Mäsqana / Meskana / Mesekan                      | ?? Бута-Джира / Инсено   | 155782    | Мэскана-и-Марэко       |
| Мухыр-и-Аклил      | Muḫər-na-Aklil / Muhor na Aklil                  | Хаварият / Hawariyat     | 87756     | Ыжа-и-Уоллэне          |
| Соддо              | Soddo / Sodo                                     | Буи / Bu’i               | 134683    | Соддо                  |
| Уольките (город)   | Wälkite/ Welkite                                 | -                        | 28866     | Гору                   |

До 2001 года зона Гураге включала в себя также уорэды Далоча, Ланфыро и Сыльти, однако по результатам референдума, проведённого между 18 и 26 апреля 2001 года, эти районы образовали новую зону Сыльте, к которой позднее были также присоединены часть уорэды Гумэр-Гета и части зоны Хадия и особого района Алаба.